# 3 Centauri
3 Centauri, som är stjärnans Flamsteed-beteckning, är en trippelstjärna, belägen i den norra delen av stjärnbilden Kentauren och har även Bayer-beteckningen k Centuri och variabelbeteckningen V983 Centauri.  Den har en kombinerad genomsnittlig skenbar magnitud av 4,32 och är väl synlig för blotta ögat där ljusföroreningar ej förekommer. Baserat på parallaxmätning inom Hipparcosuppdraget på ca 9,5 mas, beräknas den befinna sig på ett avstånd på ca 344 ljusår (ca 105 parsek) från solen. Den rör sig bort från solen med en heliocentrisk radialhastighet på ca 7,5 km/s.

## Egenskaper
Primärstjärnan 3 Centauri A är en blå till vit jättestjärna av spektralklass B5 III-IVp, med ett spektrum som visar överskott av element som kväve, fosfor, mangan, järn och nickel, medan kol, syre, magnesium, aluminium, svavel och klor verkar ha underskott relativt solen. Svaga emissionslinjer är också synliga. Den har en massa som är ca 5 solmassor, en radie som är ca 1,7 solradier och utsänder från dess fotosfär ca 333 gånger mera energi än solen vid en effektiv temperatur av ca 17 500 K. 
Följeslagaren, 3 Centauri B, av magnitud 5,97 är en enkelsidig spektroskopisk dubbelstjärna med en omloppsperiod på 17,4 dygn och en excentricitet av 0,21. Paret har en vinkelseparation av 2,485 mas. Den synliga komponenten är en stjärna i huvudserien av spektralklass B8 V med en massa som är ca 2,5 solmassor och en radie som är ca 2,8 solradier. År 2017 hade de två synliga komponenterna i 3 Centauri en vinkelseparation av 7,851 bågsekunder vid en positionsvinkel på 106°.